# Товт Андрій Володимирович
Андрій Володимирович Товт (укр. Андрій Володимирович Товт; 12 березня 1985, Київ, УРСР) — український футбольний тренер, колишній футболіст, що виступав на позиції воротаря.

## Біографія
Почав кар'єру гравця в клубі «Оболонь», провів 67 матчів у вищій та першій лігах, навіть забив 2 голи. 2008 року перейшов в «Іллічівець», але в «Оболоні» виникли фінансові претензії до маріупольців. У лютому 2009 року конфлікт, який тривав з березня 2008 року, був врегульований.
З 2 липня 2023 року працював у тренерському штабі Сергія Карпенка тренером воротарів юнацької (U-19) команди «Металіста 1925», яку в червні 2024 року було перетворено на «Металіст 1925-2». 28 липня 2024 року перейшов на посаду тренера воротарів основного складу харківського клубу, а вже 20 серпня того ж року разом з Карпенком повернувся до роботи з «Металістом 1925-2». Після завершення сезону 2024/25 залишив харківський клуб.